# Kierpnik
Kierpnik – osada w Polsce, położona w województwie zachodniopomorskim, w powiecie wałeckim, w gminie Mirosławiec. 
W latach 1975–1998 przysiółek administracyjnie należał do województwa pilskiego.